# Чемпіонат Польщі з хокею 1949
Чемпіонат Польщі з хокею 1949 — 14-ий чемпіонат Польщі з хокею, чемпіоном став клуб Огніво Краків.

## Підсумкова таблиця
| М  | Команда           | І | Ш    | О |
| -- | ----------------- | - | ---- | - |
| 1. | Огніво Краків     | 3 | 8:6  | 5 |
| 2. | КТХ Криниця       | 3 | 15:7 | 4 |
| 3. | Легія Варшава     | 3 | 5:13 | 2 |
| 4. | «Сила» (Гішовець) | 3 | 5:7  | 1 |